# Étaules (Charente Marittima)
Étaules è un comune francese di 2 330 abitanti situato nel dipartimento della Charente Marittima nella regione di Nuova Aquitania.
Si trova sulla riva sinistra dell'estuario del fiume Seudre.

## Società

### Evoluzione demografica
Abitanti censiti